# Raphaël Lenglet
Raphaël Lenglet (Saint-Quentin, Aisne, 21 d'octubre de 1976) és un actor i director francès. És conegut sobretot pels seus papers protagonistes a sèries de televisió de la policia francesa. A Les Bleus : Premiers pas dans la police interpreta Alex Moreno, un dels personatges principals, i a Candice Renoir, el capità Antoine Dumas. També és conegut pel seu paper protagonista de Guillaume a la pel·lícula de terror francesa del 2009 Vertige.
Va créixer a Picardia, abans de deixar la regió als 19 anys per prendre classes de teatre a París, on va rebre formació com a actor amb Robert Cordier.
Després de diversos petits papers al teatre, cinema i televisió, es va donar a conèixer al gran públic gràcies a la sèrie Les Bleus : Premiers pas dans la police, on va interpretar Alex Moreno, un policia novell. Des del 2013, ha interpretat el paper recurrent del capità Antoine Dumas, posteriorment ascendit a comissari, a la sèrie policial de France 2 Candice Renoir al costat de Cécile Bois.
L'any 2019 va participar en el programa de reportatge Nos terres inconnues produït per Frédéric Lopez. Va passar una setmana amb Cécile Bois al cor del Queyras, als Alts Alps, guiat per Raphaël de Casabianca.